# Пентаплатинатригаллий
Пентаплатинатригаллий — бинарное неорганическое соединение
платины и галлия
с формулой Ga3Pt5,
кристаллы.

## Получение
- Сплавление стехиометрических количеств чистых веществ:

{\displaystyle {\mathsf {5Pt+3Ga\ {\xrightarrow {1142^{o}C}}\ Ga_{3}Pt_{5}}}}

## Физические свойства
Пентаплатинатригаллий образует кристаллы
ромбической сингонии,
пространственная группа C mmm,
параметры ячейки a = 0,8047 нм, b = 0,3956 нм, c = 0,7455 нм, Z = 2
.
Соединение образуется по перитектической реакции при температуре 1145 °C (1142 °C).